# 普拉多镇
普拉多镇（西班牙語：Villa del Prado）是西班牙马德里自治区的一个市镇。总面积78平方公里，总人口4197人（2001年），人口密度54人/平方公里。